# Situation Room

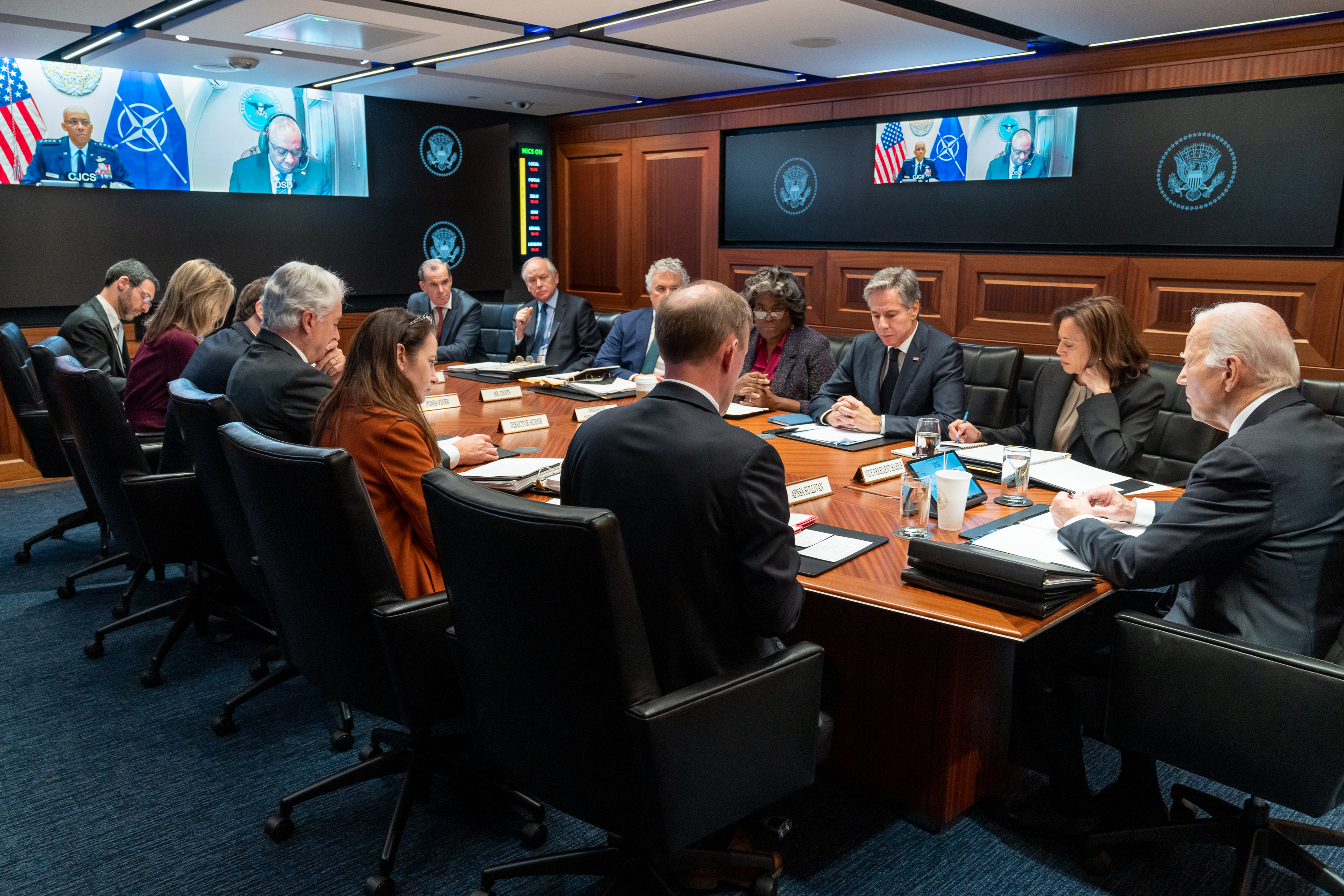
L'ex presidente Biden nella Situation Room in collegamento per ricevere aggiornamenti, 11 ottobre 2023

La Situation Room, ufficialmente John F. Kennedy Conference Room, è una sala conferenze e centro di gestione di intelligence di 513,3 m2 operativa situata nei sotterranei della West Wing della Casa Bianca a Washington, la capitale degli Stati Uniti d'America. È gestita dal Consiglio per la sicurezza nazionale ed è al servizio del presidente degli Stati Uniti e dei suoi consiglieri (tra cui il consigliere per la sicurezza nazionale, il consigliere per la sicurezza del territorio e il capo di gabinetto).
La Situation Room è stata aggiornata più volte.

## Origine e personale

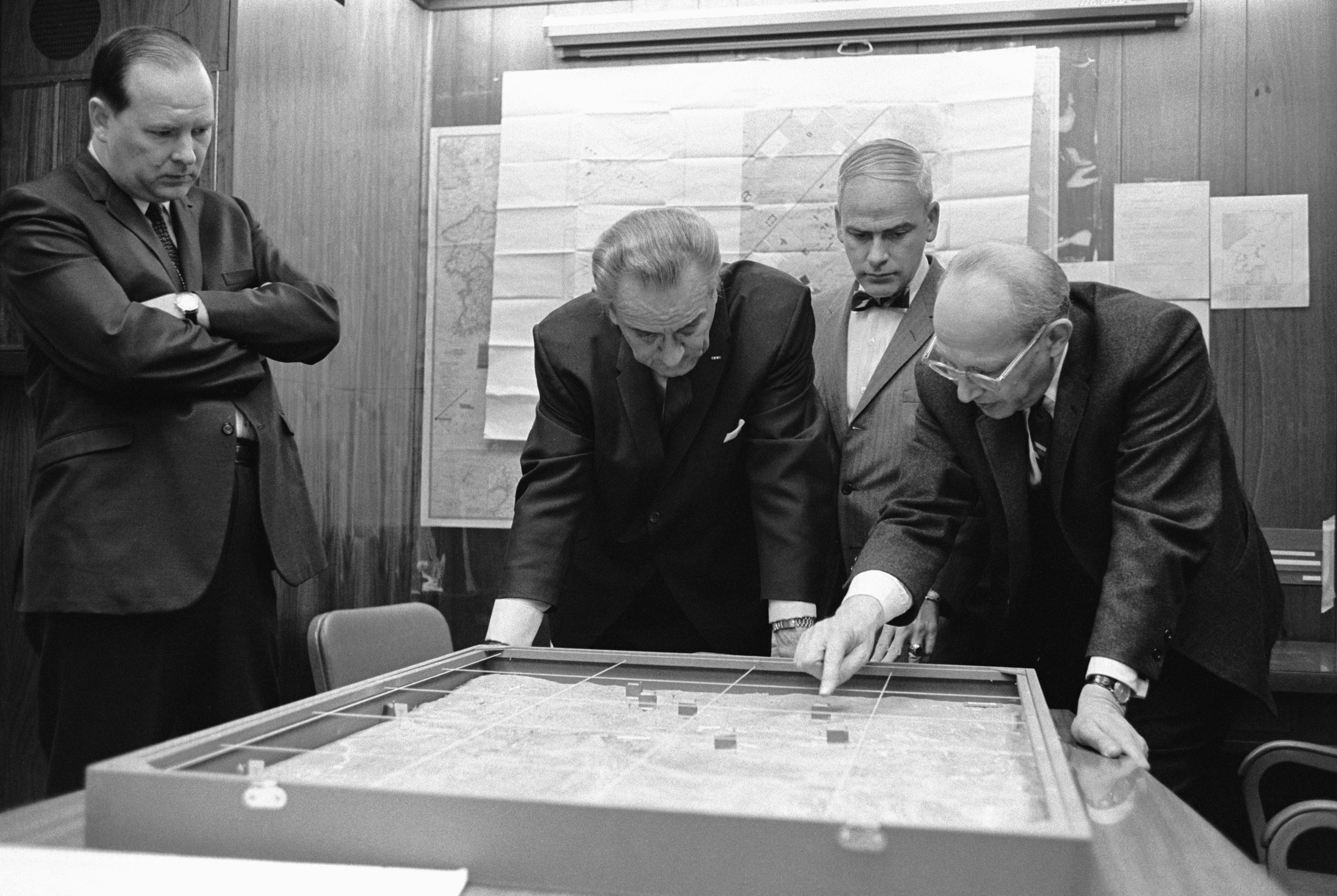
Situation Room: il consigliere per la sicurezza nazionale Walt Whitman Rostow mostra al presidente Lyndon B. Johnson un modello dell'area di Khe Sanh il 15 febbraio 1968.

La Situation Room fu creata nel 1961 su ordine del presidente John F. Kennedy dopo che il fallimento dell'invasione della baia dei Porci fu attribuito a una mancanza di informazioni attuali. La struttura dispone di sistemi di comunicazione sicuri; i pannelli di legno sopra le pareti nascondono audio, video e altri sistemi.
Lo staff della Situation Room è composto da circa 130 persone, comprese cinque squadre di vigilanza, che monitorano eventi nazionali e internazionali, un team di supporto di viaggio, operatori video e tecnici della comunicazione. Ogni squadra di guardia comprende sei ufficiali di turno, un assistente alle comunicazioni e un analista senior dell'intelligence, sebbene il numero e la composizione delle squadre possano variare a seconda delle esigenze dei turni e del carico di lavoro. Le squadre sono composte da un pool di personale senior proveniente da agenzie della comunità di intelligence e militare. Questi membri sono scelti tra nomine attentamente controllate effettuate dalle loro agenzie madri e sono apolitici. Vigilano 24 ore su 24, monitorando gli eventi mondiali e tenendo informato il personale senior della Casa Bianca di incidenti significativi.

## Funzioni
Lo scopo della Situation Room è fornire informazioni attuali e supporto in caso di crisi allo staff dell'NSC, al consigliere per la sicurezza nazionale e al presidente. La Room è un luogo di incontro 24 ore su 24 per le informazioni sensibili che fluiscono da e verso la Casa Bianca. È anche l'imbuto attraverso il quale passano la maggior parte delle comunicazioni, soprattutto le informazioni riservate, quando il presidente non è in residenza: un collegamento essenziale, che dà alla Casa Bianca in viaggio l'accesso a tutte le informazioni della comunità di sicurezza nazionale di Washington.
La giornata inizia con la preparazione del Morning Book da parte della squadra di guardia. Preparato per il presidente, il vicepresidente e lo staff più anziano della Casa Bianca, il Morning Book contiene una copia del National Intelligence Daily, il Morning Summary del Dipartimento di Stato, dispacci diplomatici e rapporti di intelligence. Di solito il Book è in macchina quando il consigliere per la sicurezza nazionale viene a prendere al lavoro. La routine mattutina comprende anche il Brief quotidiano del Presidente, preparato dall'Ufficio del Direttore dell'Intelligence Nazionale; questo viene consegnato al presidente e agli altri dirigenti dell'NSC da un ufficiale dell'intelligence, che li informa sul documento.
Inoltre, i Watch Team producono riassunti mattutini e serali del materiale selezionato. Questi riepiloghi delle questioni inter-agenzia vengono inviati elettronicamente allo staff dell'NSC.
Lo staff della Situation Room fornisce inoltre avvisi sui nuovi eventi al personale dell'NSC e della Casa Bianca. Responsabile di informare il presidente è il consigliere per la sicurezza nazionale. Successivamente viene preparata una "Sit Room Note" scritta, che riassume l'evento con i resoconti attuali di altri centri, magari includendo una foto, un diagramma o una mappa. Il compito dello staff della Situation Room è quello di garantire che il presidente e il consigliere per la sicurezza nazionale siano informati non solo della situazione attuale ma anche di come la situazione viene rappresentata dai media.
Un'altra attività tipica della Situation Room è organizzare le telefonate del presidente e altre comunicazioni sensibili con capi di stato stranieri. Ciò include la pianificazione di tali chiamate a ciascuna estremità, la fornitura di interpreti ove necessario e la garanzia di un'adeguata sicurezza e tenuta dei registri. In questa funzione, la Situation Room si coordina strettamente con l'Agenzia per le comunicazioni della Casa Bianca.

## Ristrutturazioni 2006-2007

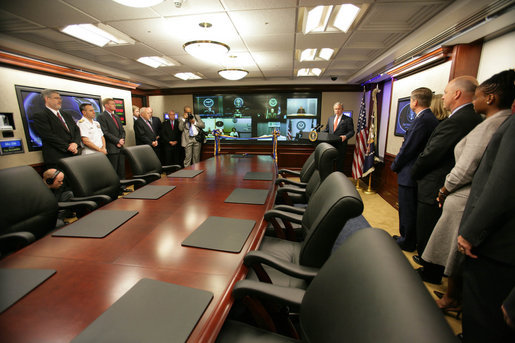
Inaugurazione della rinnovata Situation Room nel 2007, alla presenza del presidente George W. Bush

L'unica ristrutturazione completa della Situation Room è avvenuta nel 2006 e nel 2007. Fino ad allora, la stanza utilizzava tubi a raggi catodici per i monitor, fax per la comunicazione e computer e telefoni della metà degli anni '80. La stanza aveva anche una piccola cucina senza lavandino. Anche le apparecchiature audiovisive crittografate erano inaffidabili e talvolta diventavano nere, "provocando uno sfogo presidenziale". La Situation Room una volta veniva descritta come "scomoda, antiestetica ed essenzialmente opprimente"; altri definirono il complesso prima della ristrutturazione "una specie di prigione a bassa tecnologia".
La pianificazione della ristrutturazione è iniziata prima degli attentati dell'11 settembre 2001; il progetto divenne più urgente in seguito.
I lavori di ristrutturazione iniziarono nell'agosto del 2006, quando il complesso della Situation Room fu ridotto a mattoni e pavimento nudo. La ricostruzione durò circa quattro mesi e mezzo e fu distruttiva, in particolare per il capo dello staff della Casa Bianca, Joshua Bolten, il cui ufficio era direttamente sopra di essa. The New York Times ha riferito che "i membri dello staff hanno descritto di essersi seduti nella sua stanza e di aver sentito un rumore penetrante o di aver visto l'acqua incresparsi nei bicchieri sulla sua scrivania mentre il pavimento tremava".
I lavori di ristrutturazione hanno consentito di ampliare l'uso della Sala del Consiglio di Sicurezza Nazionale per includere il Consiglio di Sicurezza Nazionale e l'ufficio del capo dello staff della Casa Bianca. Parte del mogano è stato rimosso per ridurre il rumore e tre sale video di sicurezza sono state aggiunte alle due già presenti. È stato aggiunto un collegamento diretto sicuro all'Air Force One. Inoltre, la stanza è stata rinnovata per rendere più facili i futuri aggiornamenti tecnologici, "in modo da non dover scavare un buco in un antico muro di mogano per migliorarlo", secondo il vice capo dello staff della Casa Bianca Joe Hagin.
Sono stati installati sensori nei soffitti per rilevare i segnali cellulari per impedire comunicazioni non autorizzate e intercettazioni da parte di telefoni cellulari, assistenti digitali personali e altri dispositivi. Prima della ristrutturazione, i servizi segreti sequestravano i telefoni cellulari ma non disponevano di altri mezzi per impedire il contrabbando di dispositivi di comunicazione. Il nuovo complesso prevede un armadio piombato in prossimità della reception per il deposito dei dispositivi di comunicazione personale all'ingresso. Nelle vicinanze ci sono cabine di vetro (che l'Associated Press ha descritto come "dall'aspetto retrò") per telefonate sicure e private.
I posti nella stanza sono stati modificati per aggiungere "due livelli di terminali di computer curvi che possono essere alimentati con dati classificati e non classificati provenienti da tutto il paese e dal mondo" per gli ufficiali di guardia, che, prima della ristrutturazione, erano seduti "in modo che fissavano i muri piuttosto che l'un l'altro". La nuova Situation Room è dotata di sei display a schermo piatto per videoconferenze sicure.
La ristrutturazione è stata formalmente completata entro la metà di maggio 2007. Il 17 maggio 2007, il presidente George W. Bush e il primo ministro britannico Tony Blair hanno partecipato a una videoconferenza con i membri delle loro squadre irachene dalla Situation Room. Il giorno seguente, il presidente Bush ha ufficialmente aperto la Situation Room, appena ristrutturata, con una cerimonia di taglio del nastro.

## Ristrutturazione 2023
Il complesso della Situation Room è stato aggiornato alla fine del 2023 dopo una ristrutturazione durata un anno per un costo di 50 milioni di dollari. Le pareti sono state realizzate con legno raccolto in modo sostenibile, con nuovi monitor installati al loro interno. Nella ristrutturazione sono stati inclusi anche server più veloci, apparecchiature audio aggiornate e nuovi computer. In ogni stanza furono aggiunte nuove sedie in pelle, in sostituzione dei mobili usurati. Al personale senior della Casa Bianca è stata data l'opportunità di valutare la progettazione della struttura.
Le pareti, i soffitti e i pavimenti sono stati ristrutturati con un design modulare che può consentire un facile accesso alla tecnologia dietro di essi. Si prevede che ciò consentirà una ristrutturazione più semplice in futuro.